# Diego Scharifker
Diego Scharifker es un abogado venezolano que se desempeñó como presidente de la Federación de Centros Universitarios de la Universidad Central de Venezuela (FCU-UCV) y como concejal del municipio Chacao.

## Biografía
Es hijo del científico y académico de origen judeoargentino y nacionalizado venezolano, Benjamín Scharifker. Ocupó la posición de presidente adjunto del Centro de Estudiantes de Derecho de la Universidad Central de Venezuela (UCV) y posteriormente fue elegido presidente de la Federación de Centros Universitarios de la Universidad Central de Venezuela (FCU-UCV) el 12 de noviembre de 2010.
Scharifker se ha desempeñado como secretario político nacional por el partido Un Nuevo Tiempo. Entre 2013 y 2018, Scharifker se desempeñó como concejal del municipio Chacao, Estado Miranda y como vicepresidente del Concejo Municipal. Como reconocido heteroaliado en defensa de la diversidad sexual en Venezuela, asesoró y apoyó públicamente a una pareja conformada por una mujer transgénero y una lesbiana para que pudieran contraer una unión estable de hecho en 2016 en Chacao, siendo la primera del país con validez legal entre dos personas con la misma identidad de género. Asimismo, ese mismo año propuso y ejecutó la Ordenanza sobre la No Discriminación y la Igualdad en dicho municipio, siendo el primero (y hasta 2021 el único) en emanar una ordenanza contra la discriminación por orientación sexual en todo el país.
Para 2020 Scharifker, radicado en Washington D. C., Estados Unidos, empezó a ser uno de los promotores del movimiento «Venezolanos con Biden», una agrupación de conciudadanos que apoyan la campaña presidencial del candidato por el Partido Demócrata, Joe Biden.

## Vida personal
En octubre de 2017 contrajo matrimonio religioso en Nueva York, Estados Unidos con la modelo y presentadora de televisión venezolana Sarah Dávila.